# Retrato de Simonetta Vespucci
Retrato de Simonetta Vespucci es un óleo del pintor del Renacimiento italiano Piero di Cosimo, de 1480 a 1490. Se exhibe en el Museo Condé de Chantilly, Francia.
Simonetta Vespucci fue una noble genovesa que se casó con Marco Vespucci de Florencia a la edad de 15 o 16 años, y pronto reconocida como la mayor belleza de la ciudad. Fue admirada por todos, y su belleza se convirtió en legendaria después de su muerte prematura en 1476 a la edad de 23 años. Sandro Botticelli se inspiró en sus rasgos para la diosa en El nacimiento de Venus y Piero di Cosimo era otro admirador apasionado.

## Estilo
La retratada es una mujer joven de busto y de perfil, mirando a la izquierda. Sus pechos están desnudos y una pequeña culebra se enrosca alrededor del collar que porta. En el fondo se extiende un paisaje abierto, árido a la izquierda y frondoso a la derecha. Las nubes oscuras son un símbolo de muerte temprana, igual que el árbol seco. En la base de la obra hay un borde con una inscripción que simula letras talladas doradas, un recurso utilizado en el arte desde el pintor flamenco Jan van Eyck a principios del siglo; donde se lee: SIMONETTA IANUENSIS VESPUCCIA.
Las nubes oscuras centrales contrastan con el perfil puro del rostro y tez clara. Es tradicionalmente identificado como un retrato de Simonetta. Giorgio Vasari lo consideró como retratándola como Cleopatra, debido al pecho descubierto y la serpiente, que identificó con el áspid con el que, según Plutarco, Cleopatra se suicidó. Sin embargo, el historiador del arte Norbert Schneider considera más probable que la iconografía del retrato derive de la antigüedad clásica tardía, en que la serpiente, especialmente mordiendo su propia cola, simbolizó el ciclo del tiempo y por ello rejuvenecimiento, y era así asociada con Jano, el dios romano del año nuevo, y con Saturno, que se convertiría en el "Padre Tiempo" porque su nombre griego, Kronos, se fusionó con Chronos, que significa "tiempo". La inscripción se refiere a Simonetta como Januensis ("de Génova", pero la variante ortográfica hace un juego de palabras con Jano). La culebra era también el símbolo de la Prudencia; en esa interpretación, sería un elogio a la sabiduría de Simonetta.
Una sugerencia alternativa es que está representada como Proserpina, con la serpiente que simbolizaba en el paganismo la esperanza de resurrección.
El busto, al estilo del siglo XV, está ligeramente girado hacia el espectador, con objeto de favorecer la vista, y sus hombros están envueltos en un rica tela bordada. Según Schneider, sus pechos desnudos no habrían resultado ofensivos a los espectadores contemporáneos. Eran más bien una alusión a Venus Pudica, o Venus "Casta", y aun en las alegorías amorosas de Paris Bordone (c. 1550) los pechos al aire son un símbolo de la boda.
Sus rasgos tienen una pureza sorprendente. La frente es muy alta, según la moda de la época de afeitarse la línea del cabello para mostrarla despejada. El peinado es el de una mujer casada, recogido, y muy elaborado con trenzas y ricamente decorado con cintas, cuentas, y perlas.

## Identidad
Es incierto cuánto se parece la pintura a Simonetta Vespucci, particularmente por tratarse de un retrato póstumo, pintado aproximadamente 14 años después de su muerte. Cuando falleció, Piero di Cosimo tenía solo 14 años, así que es posible que pueda ser una copia de un trabajo de un artista anterior.
El Museo Condé cuestiona la identificación del tema, titulando la obra Retrato de mujer, supuestamente Simonetta Vespucci, y declarando que la inscripción de su nombre en la parte inferior puede haber sido un añadido posterior.